# FK Žydrius
FK Žydrius var en fotbollsklubb i Marijampolė i Litauen. Klubben existerade i ett halvår. 

## Historia
FK Žydrius grundades 1994 och ersatte AFK Neris i Lietuvos lyga. Efter säsong upplöstest klubben.

## Placering och notering
| Säsong    | Nivå | Liga          | Placering | Referens | Notering |
| --------- | ---- | ------------- | --------- | -------- | -------- |
| 1993/1994 | 1    | Lietuvos lyga | 11        | [ 2 ]    | Upplöst  |